# Unbeschuhte Karmelitinnen

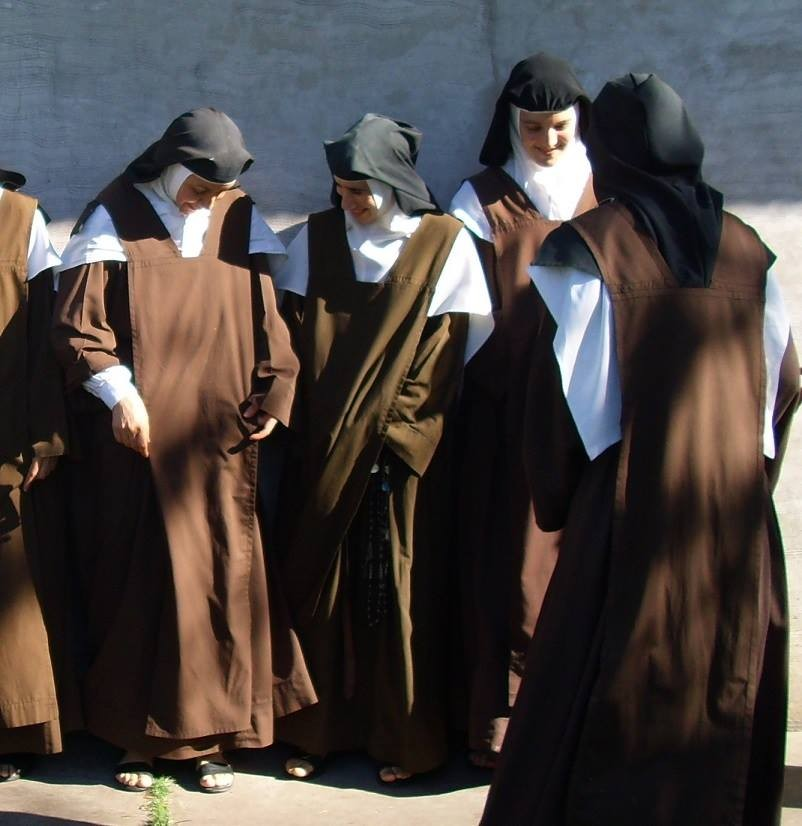
Unbeschuhte Karmelitinnen in Argentinien

Die Unbeschuhten Karmelitinnen, vollständig Unbeschuhte Schwestern des Ordens der Allerseligsten Jungfrau Maria vom Berge Karmel, zuweilen auch Discalceatinnen genannt, sind der weibliche Zweig des Ordens der Unbeschuhten Karmeliten (Ordo Carmelitarum Discalceatarum). Die unbeschuhten Karmelitinnen gingen aus der Reform des Karmelitenordens durch die hll. Teresa von Ávila und Johannes vom Kreuz hervor. Das Ordenskürzel ist OCD.

## Ordensreform
Der um das Jahr 1150 gegründete Orden der Brüder der allerseligsten Jungfrau Maria vom Berge Karmel (lat. Ordo Fratrum Beatissimae Mariae Virginis de Monte Carmelo) wurde 1562 von den hll. Teresa von Ávila und Johannes vom Kreuz reformiert. Teresa war Karmelitin der älteren Observanz und versuchte, die Schwestern zu einem Leben nach der ursprünglichen Ordensregel des hl. Albert zurückzuführen. Großen Einfluss hatten auch die Gespräche Teresas mit dem hl. Petrus von Alcantara. Die Regel des Karmels verbindet eremitische Elemente mit denen eines Gemeinschaftslebens.
1562 gründete Teresa mit einigen Mitschwestern das erste Kloster der Unbeschuhten Karmelitinnen, den Karmel vom hl. Josef in Avila. Der ersten folgten noch sechzehn weitere Gründungen für Schwestern in ganz Spanien. Einige Jahre später gründete Teresa zusammen mit Johannes vom Kreuz und Jerónimo Gracián den Ordenszweig der Unbeschuhten Karmeliten.
Mit etwa 8500 Schwestern (2007) bilden die Karmelitinnen den größten beschaulichen Orden und sind auf allen Kontinenten vertreten. Da die Ordensregel vorsieht, dass in einem Karmel nicht mehr als 21 Schwestern leben sollen, kommt es relativ häufig zu Neugründungen durch Teilung einer bestehenden Gemeinschaft.

## Selige und Heilige
Neben Teresa von Ávila wurden zahlreiche Unbeschuhte Karmelitinnen selig- oder heiliggesprochen, unter vielen anderen
- die selige Anna vom heiligen Bartholomäus führte den Karmel in Antwerpen ein und plante den Karmel in Köln.[2]
- die selige Marie von der Menschwerdung, Barbe Acarie, führte den unbeschuhten Karmel in Frankreich ein.
- die italienischen Karmelitinnen Maria Magdalena von Pazzi und Teresa Margareta Redi
- die sechzehn Märtyrinnen von Compiègne wurden am 17. Juli 1794 in Paris auf der Guillotine hingerichtet, weil sie sich geweigert hatten, ihre Ordensgelübde zu brechen. Sie ruhen in einem Massengrab auf dem Cimetière de Picpus in Paris und wurden 1906 seliggesprochen.
- die heilige Mirjam von Abelin brachte den Karmel ins Heilige Land
- die heilige Therese von Lisieux, Patronin der Weltmission
- die heilige Elisabeth von der Dreifaltigkeit
- die heilige Teresa von Jesus (de Los Andes)
- die heilige Teresia Benedicta vom Kreuz (Edith Stein), Mitpatronin Europas

## Klöster der Unbeschuhten Karmelitinnen im deutschsprachigen Raum
- Deutschland:

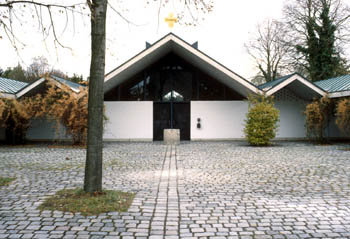
Innenhof des Karmels Heilig Blut in Dachau

  - Karmelitinnenkloster Aachen, von Köln aus 1662 gegründet, 1802 aufgelöst, 1859 neu gegründet, im Kulturkampf wieder vertrieben, 1894 neu gegründet; 2009 aufgelassen. Die Schwestern zogen in das Aachener Franziskanerinnenkloster.
  - Karmel St. Josef Waldfrieden bei Auderath, 1922 von Luxemburg aus zunächst in Kordel bei Trier gegründet, 1953 nach Auderath verlegt
  - Karmel St. Josef in Aufkirchen am Starnberger See: 1817 von Mayerling und Wien-Baumgarten aus gegründet
  - Karmel Regina Martyrum in Berlin, 1982 von Dachau aus gegründet
  - Karmel Heilig Blut in der Gedenkstätte Dachau, 1964 von Pützchen aus gegründet
  - Karmel St. Joseph in Hannover, 2013 errichtet von den Schwestern des Karmels St. Michael in Dorsten-Lembeck. 1926 von Köln aus als Karmel St. Joseph in Pützchen gegründet, 1998 nach Dorsten-Lembeck verlegt.[3]
  - Karmel zur Heiligen Familie in Düren, 1887 von Echt (Holland) aus in Thiergarten gegründet, 1903 nach Düren verlegt
  - Karmel Maria in der Not (Stiftskirche Maria in der Not) in Essen, 1965 von Köln aus gegründet
  - Karmel St. Gabriel in Hainburg-Hainstadt (Hessen): 1948 von Pützchen aus gegründet
  - Karmelzelle von der Menschwerdung in Hamburg, 1999 gegründet
  - Karmel St. Josef in Hauenstein (Pfalz), zunächst von Köln aus in Gimmeldingen gegründet, seit 1958 in Hauenstein (Südwestpfalz)
  - Karmel St. Therese, Kirchzarten, 1928 von Karmelitinnen aus Bordeaux gegründet
  - Karmelitinnenkloster St. Maria vom Frieden in Köln
  - Karmel St. Joseph in Köln (1875 aufgehoben)
  - Karmel Regina Pacis in Rödelmaier, 1928 von Wien-Baumgarten aus gegründet
  - Karmel Maria Mutter der Kirche in Speyer, 1986 von Hauenstein aus gegründet
  - Edith-Stein-Karmel in Tübingen, von Köln aus gegründet, 2011 aufgelassen
  - Karmel St. Josef in Vilsbiburg, 1906 von Würzburg aus gegründet
  - Karmel St. Teresa in Weimar, 1995 von Dachau aus gegründet
  - Karmelitinnenkloster in Welden bei Augsburg, 1931 von Aufkirchen aus gegründet
  - Karmel Maria Mutter des Erlösers in Wemding, 2001 von Speyer aus gegründet
  - Karmel Maria Vermittlerin aller Gnaden in Witten an der Ruhr, 1953 von Schlesien (Wendelborn bei Breslau) aus gegründet
  - Karmel Himmelspforten in Würzburg, von Gmunden in Österreich aus gegründet
    - bis 1823: Karmelitenkloster Maria Magdalena (Würzburg)

  - Karmel Maria Königin Zweifall bei Aachen: 1955 von Düren aus gegründet, 2006 aufgelassen

- Österreich:

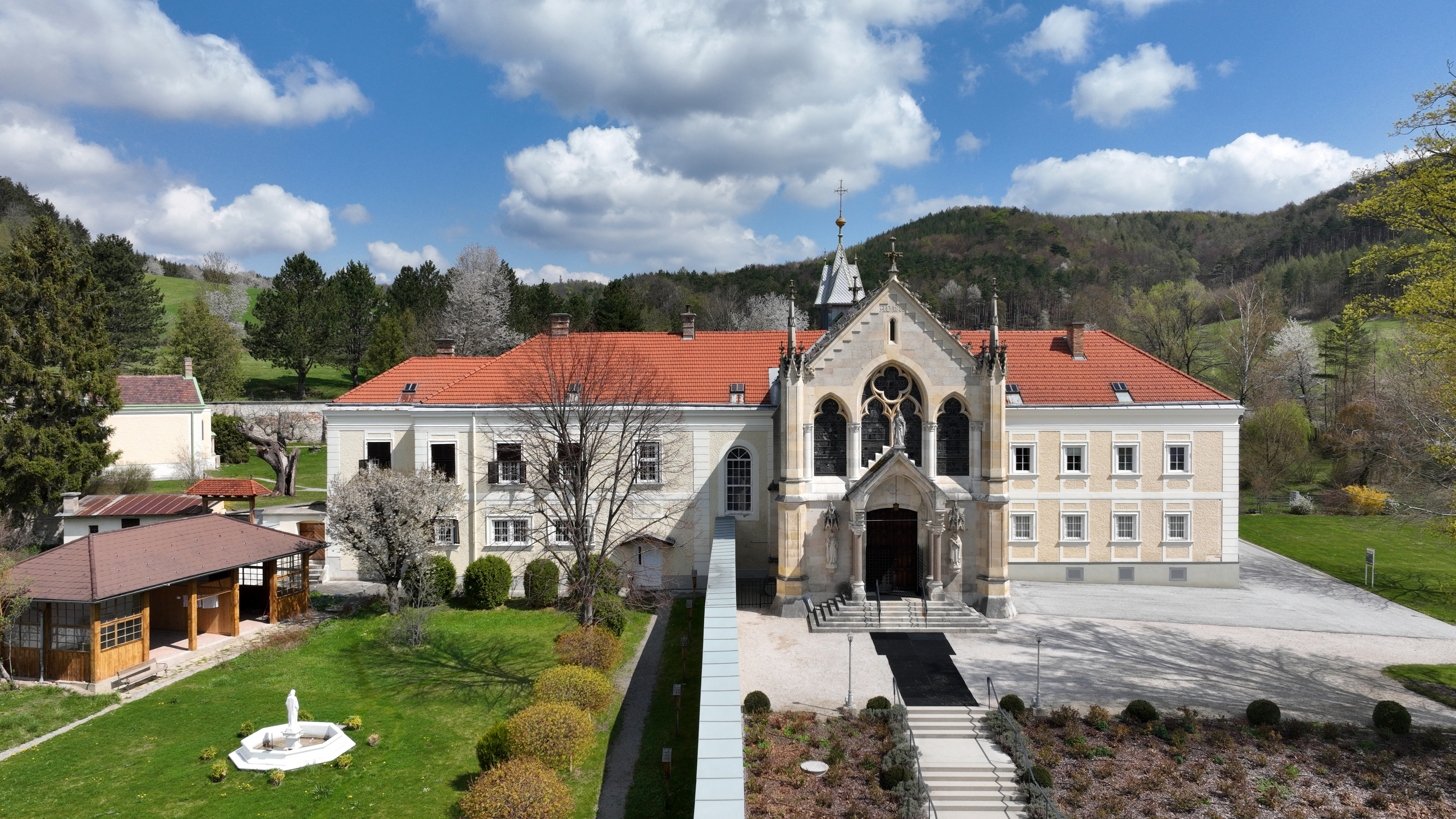
Karmel Mayerling

- - Karmel St. Josef in Mayerling, Bezirk Baden
  - Heilig-Kreuz-Karmel auf dem Heiligen Berg in Bärnbach, Bezirk Voitsberg, Steiermark
  - Karmel Gmunden, 2023 verlassen
  - Karmel St. Josef in Graz
  - Karmel St. Josef und St. Teresa, Innsbruck
  - Karmelitinnenkloster in Linz
  - Herz-Marien-Karmel in Mariazell
  - Karmel Mater Dolorosa in Maria Jeutendorf, im Bezirk St. Pölten-Land
  - Klein-Theresien-Karmel in Rankweil
  - Karmelitinnenkloster Himmelau in St. Michael, Lavanttal
  - Karmel St. Josef in Wien

- Schweiz:
  - Karmel Notre-Dame de l’Unité in Develier, Kanton Jura
  - Karmelitinnenkloster Locarno Monti, Tessin
  - Karmelitinnenkloster Le Paquier, Freoiburg